# العلاقات الإكوادورية الكوبية
العلاقات الإكوادورية الكوبية هي العلاقات الثنائية التي تجمع بين الإكوادور وكوبا.

## مقارنة بين البلدين
هذه مقارنة عامة ومرجعية للدولتين:
| وجه المقارنة                                              | الإكوادور                      | كوبا                              |
| --------------------------------------------------------- | ------------------------------ | --------------------------------- |
| المساحة (كم2)                                             | 283.56 ألف                     | 109.88 ألف                        |
| عدد السكان (نسمة)                                         | 16.62 مليون                    | 11.48 مليون                       |
| الكثافة السكانية (ن./كم²)                                 | 58.61                          | 104.48                            |
| العاصمة                                                   | كيتو                           | هافانا                            |
| اللغة الرسمية                                             | اللغة الإسبانية، كيشوا ‏، شوار ‏ | اللغة الإسبانية                   |
| العملة                                                    | دولار أمريكي، سوكري إكوادوري   | بيزو كوبي، بيزو كوبي قابل للتحويل |
| الناتج المحلي الإجمالي (بليون دولار)                      | 103.06 مليار                   | 87.13 مليار                       |
| الناتج المحلي الإجمالي (تعادل القوة الشرائية) بليون دولار | 185.24 مليار                   |                                   |
| الناتج المحلي الإجمالي الاسمي للفرد دولار أمريكي          | 6.21 ألف                       |                                   |
| الناتج المحلي الإجمالي للفرد دولار أمريكي                 | 11.37 ألف                      |                                   |
| مؤشر التنمية البشرية                                      | 0.746                          | 0.769                             |
| رمز المكالمات الدولي                                      | +593                           | +53                               |
| رمز الإنترنت                                              | .ec                            | .cu                               |
| المنطقة الزمنية                                           | 00                             | 00                                |

## مدن متوأمة
في ما يلي قائمة باتفاقيات التوأمة بين مدن إكوادورية وكوبية:
- ترتبط إسمرالداس مع سانتياغو دي كوبا باتفاقية توأمة.

## منظمات دولية مشتركة
يشترك البلدان في عضوية مجموعة من المنظمات الدولية، منها:
| علم المنظمة | اسم المنظمة                                                          | تاريخ انضمام الإكوادور | تاريخ انضمام كوبا |
| ----------- | -------------------------------------------------------------------- | ---------------------- | ----------------- |
|             | يونسكو                                                               | 22 يناير 1947          | 29 أغسطس 1947     |
|             | منظمة حظر الأسلحة الكيميائية                                         | ?                      | ?                 |
|             | منظمة التجارة العالمية                                               | ?                      | ?                 |
|             | وكالة حظر الأسلحة النووية في أمريكا اللاتينية ومنطقة البحر الكاريبي ‏ | ?                      | ?                 |
|             | الاتحاد البريدي العالمي                                              | ?                      | ?                 |
|             | منظمة الشرطة الجنائية الدولية                                        | ?                      | ?                 |
|             | الأمم المتحدة                                                        | 21 ديسمبر 1945         | 24 أكتوبر 1945    |
|             | الاتحاد الدولي للاتصالات                                             | 17 أبريل 1920          | 16 يناير 1918     |
|             | المنظمة الهيدروغرافية الدولية                                        | ?                      | ?                 |

## وصلات خارجية
- موقع وزارة الخارجية الإكوادورية
- موقع وزارة الخارجية الكوبية